# العقيد ريس
العقيد جوني ريس (بالإنجليزية: Colonel Jhonny Race)‏ هو شخصية وهمية أنشأتها روائي الغموض الإنجليزية أجاثا كريستي
ريس ذكي للغاية، عقيد الجيش السابق الذي كان قائدًا لقسم مكافحة التجسس في جهاز المخابرات البريطاني MI5. وهو غني للغاية، بعد أن ورث ثروة السير لورانس إيردزلي، وقد تألق العقيد باعتباره محققًا في أربعة من كتب كريستي، وأيضًا كصديق هيركيول بوارو في الورق على الطاولة والموت على النيل. وأيضًا قد ظهر في بريق السيانيد وذو البدلة البنية وقد عُرف بصبره، ورباطة جأشه، وقدرته على كشف الحقائق بسرعة دون أن يلاحظه أحد. ورواية ذو البدلة البنية أعطت جانبًا عاطفيًّا للعقيد. والذي أعطى عُمقًا جديدًا لشخصيته.